# Dysk Google
Dysk Google (ang. Google Drive) – usługa do przechowywania, synchronizacji i udostępniania plików, stworzona przez Google. Uruchomiona 24 kwietnia 2012 r. Dysk Google pozwala użytkownikom przechowywać pliki na swoich serwerach, synchronizować je na różnych urządzeniach i udostępniać. Oprócz strony internetowej Dysk Google oferuje aplikacje z funkcjami offline dla komputerów z systemami Windows i MacOS oraz smartfonów i tabletów z Androidem i iOS. Dysk Google obejmuje Dokumenty Google, Arkusze i Prezentacje Google, pakiet biurowy umożliwiający wspólne edytowanie dokumentów, arkuszy kalkulacyjnych, prezentacji, rysunków, formularzy i innych elementów. Pliki utworzone i edytowane za pośrednictwem pakietu biurowego są zapisywane na Dysku Google.
Użytkownicy mogą zmieniać ustawienia prywatności poszczególnych plików i folderów, w tym umożliwić udostępnianie ich innym użytkownikom lub upublicznianie treści. Na stronie użytkownicy mogą wyszukiwać obraz, opisując jego wygląd, i używać naturalnego języka, aby znaleźć określone pliki, takie jak „znajdź mój arkusz kalkulacyjny budżetu z grudnia ubiegłego roku”.
Witryna i aplikacja na Androida oferują sekcję „kopie zapasowe”, aby zobaczyć, jakie urządzenia z Androidem mają dane zapisane w kopii zapasowej, a całkowicie odświeżona aplikacja komputerowa wydana w lipcu 2017 r. umożliwia tworzenie kopii zapasowych określonych folderów na komputerze użytkownika. Funkcja szybkiego dostępu umożliwia inteligentne przewidywanie plików, których potrzebują użytkownicy. Dysk Google to kluczowy składnik G Suite – miesięcznej oferty subskrypcji Google dla firm i organizacji. W ramach wybranych planów G Suite, Dysk oferuje nieograniczone miejsce na dane, zaawansowane raporty z kontroli plików, ulepszone mechanizmy administracyjne i lepsze narzędzia do współpracy dla zespołów.
Po uruchomieniu usługi niektórzy członkowie mediów ostro skrytykowali politykę prywatności Google Drive. Google ma jeden zestaw warunków korzystania z usługi i umów o polityce prywatności, które obejmują wszystkie swoje usługi, co oznacza, że język w umowach zapewnia firmie szerokie prawa do powielania, używania i tworzenia dzieł pochodnych z treści przechowywanych na Dysku Google. Chociaż zasady potwierdzają również, że użytkownicy zachowują prawa własności intelektualnej, obrońcy prywatności podnieśli obawy, że licencje przyznają Google prawa do korzystania z informacji i danych w celu dostosowania reklam i innych usług świadczonych przez Google. Natomiast inni dziennikarze, zauważyli, że umowy nie były gorsze niż konkurencyjnych usług przechowywania w chmurze, ale że konkurencja używa „bardziej pomysłowego języka” w umowach, a także stwierdzili, że Google potrzebuje praw, aby „przenosić pliki na swoich serwerach, buforować dane lub tworzyć miniatury obrazów”.
Od marca 2017 r. Dysk Google ma 800 milionów aktywnych użytkowników.

## Cena
W wersji bezpłatnej usługa udostępnia 15 GB miejsca, jego powiększenie do 100 GB, 200 GB, 2 TB wymaga uiszczenia opłaty.

## Interfejs witryny
Dysk Google ma witrynę internetową, która umożliwia użytkownikom przeglądanie plików z dowolnego komputera podłączonego do Internetu bez konieczności pobierania aplikacji.
Strona internetowa została poddana renowacji wizualnej w 2014 roku, co dało jej zupełnie nowy wygląd i lepszą wydajność. Uproszczono również niektóre z najczęstszych zadań, takich jak kliknięcie tylko raz w pliku, aby wyświetlić ostatnią aktywność lub udostępnić plik, oraz dodano funkcję przeciągania i upuszczania, w której użytkownicy mogą po prostu przeciągać wybrane pliki do folderów, aby poprawić organizację.
Nowa aktualizacja w sierpniu 2016 r. zmieniła kilka elementów wizualnych witryny; logo zostało zaktualizowane, projekt pola wyszukiwania został odświeżony, a podstawowy kolor został zmieniony z czerwonego na niebieski. Poprawiono także funkcjonalność pobierania plików lokalnie ze strony internetowej; użytkownicy mogą teraz kompresować i pobierać duże elementy z Dysku do wielu plików ZIP o pojemności 2 GB z ulepszoną strukturą nazewnictwa, lepszą obsługą formularzy Google. Puste foldery będą teraz zawarte w archiwum.zip, tym samym zachowując hierarchię folderów użytkownika.

## Dokumenty Google
Dokumenty Google (oryginalnie Google Docs) – oparty na modelu SaaS, nieodpłatnie udostępniany przez firmę Google sieciowy pakiet biurowy. Umożliwia tworzenie i edycję dokumentów on-line w kooperacji z innymi użytkownikami w tym samym czasie. Powstał poprzez zintegrowanie ze sobą serwisów Google Spreadsheets, Writely i technologii prezentacji Tonic Systems.
W skład Dokumentów Google wchodzi:
- procesor tekstu – Dokument,
- program do tworzenia prezentacji multimedialnych – Prezentacja,
- arkusz kalkulacyjny – Arkusz
- edytor grafiki wektorowej – Rysunek.

Od 7 lutego 2006 dostępny w języku polskim.

### Cechy oprogramowania
Każdy utworzony dokument może zostać udostępniony przez jego twórcę do edycji, komentowania lub tylko przeglądania wybranym użytkownikom. W przypadku nadania praw do edycji kilku osobom, mogą one w tym samym czasie edytować ten sam dokument. Użytkownicy są informowani o tym, kto odpowiada za wprowadzone zmiany w różnych częściach dokumentu w trakcie wspólnej edycji dokumentu, osoby oznaczone są różnym kolorem, co ułatwia obserwację wprowadzanych zmian. Po zakończeniu wspólnej edycji istnieje możliwość prześledzenia zmian wprowadzonych przez konkretnych użytkowników. Dodatkowo w trakcie wspólnej edycji oprogramowanie informuje o dodawanych komentarzach i prowadzonej dyskusji nad dokumentem, co ułatwia współpracę. Wszelkie zmiany dokonane w dowolnym dokumencie są na bieżąco zapisywane na serwerze, wykluczając ryzyko utraty danych. Oprogramowanie posiada pewne ograniczenia funkcjonalne w porównaniu do klasycznych pakietów biurowych. Dokument – brak możliwości: wstawienia numerowanych równań matematycznych (same równania można wstawiać), załączenia automatycznej bibliografii, łączenia komórek w tabelach. Prezentacja – brak możliwości wstawiania równań do prezentacji (można tylko jako rysunek).

### Ograniczenia związane z rozmiarem plików
- Dokument: maksymalnie 1 024 000 znaków
- Arkusz kalkulacyjny: 2 mln komórek
- Prezentacja: maksymalnie 50 MB

Żaden przesłany plik, który nie jest konwertowany na format Dokumentów Google, nie może być większy niż 5 TB.

### Obsługiwane formaty plików
Google Dokumenty wspiera przeglądanie 15 typów plików, jednakże można wgrać dowolny plik:
- Microsoft Word (.DOC i.DOCX)
- Microsoft Excel (.XLS, .XLSX, .XLSM, .XLTM i .XLAM)
- Microsoft PowerPoint (.PPT i.PPTX)
- OpenDocument Format (.ODT i.ODS)
- Adobe Portable Document Format (.PDF)
- Apple Pages (.PAGES)
- Adobe Illustrator (.AI)
- Adobe Photoshop (.PSD)
- Tagged Image File Format (.TIFF)
- Autodesk AutoCad (.DXF)
- Scalable Vector Graphics (.SVG)
- PostScript (.EPS,.PS)
- Fonty (.TTF,.OTF)
- XML Paper Specification (.XPS)
- Zarchiwizowane pliki (.ZIP i.RAR)